# Rui Marques
Pour les articles homonymes, voir Marques (homonymie).
 (décembre 2023).
Si vous disposez d'ouvrages ou d'articles de référence ou si vous connaissez des sites web de qualité traitant du thème abordé ici, merci de compléter l'article en donnant les références utiles à sa vérifiabilité et en les liant à la section « Notes et références ».
Manuel Rui Marques,  né le 3 septembre 1977 à Luanda, est un footballeur angolais (1,80 m). Il joue au poste de défenseur avec l'équipe d'Angola.
Il est né en Angola et a quitté son pays pour le Portugal à l'âge de neuf ans.

## Carrière

### En équipe nationale
Après avoir longtemps décliné la sélection dans l'équipe d'Angola, il participe à la coupe du monde 2006 avec l'équipe d'Angola. En 2008, avec l'équipe d'Angola, il finira quart de finaliste pour la Coupe d'Afrique des nations.
Rui Marques compte 20 sélections.